# 迪特马尔·霍普

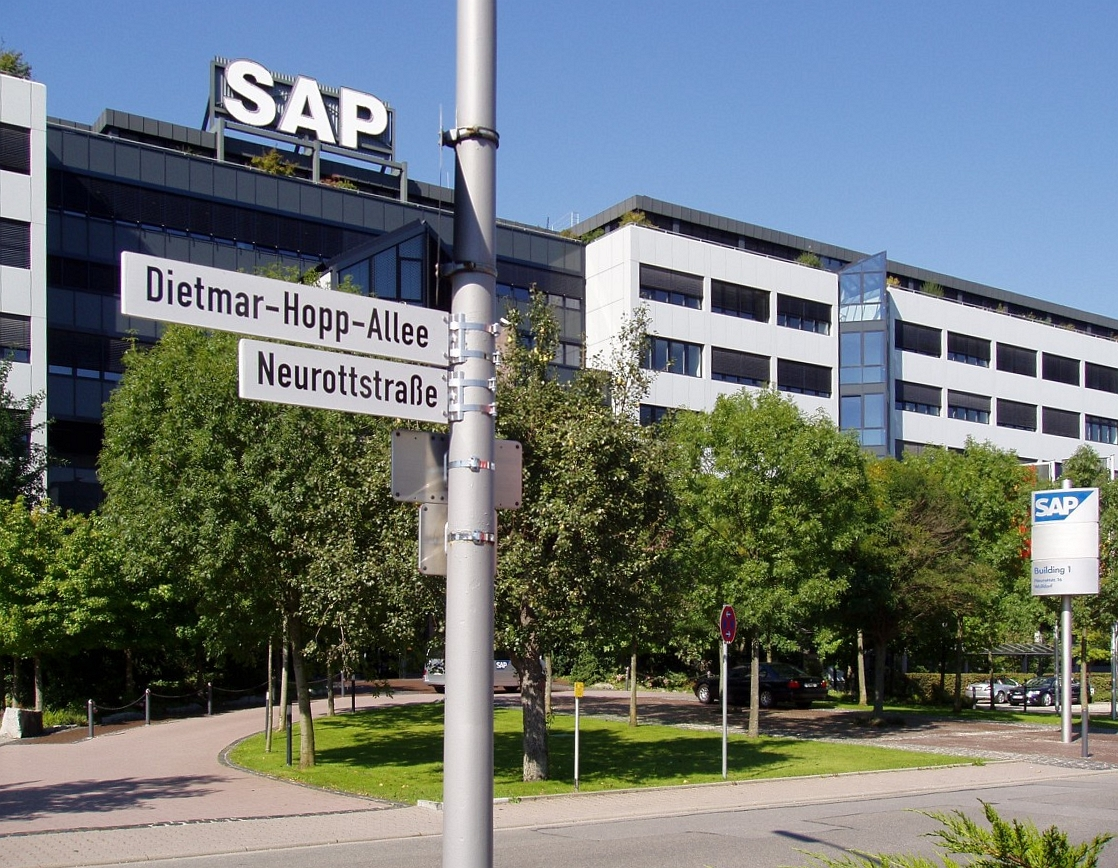
SAP公司总部

迪特马尔·霍普（德語：Dietmar Hopp，德語發音：[ˈdiːtmaʁ ˈhɔp]；1940年4月26日—）是一名德国软件企业家。1972年，他与其他IBM前雇员汉斯-维尔纳·黑克托尔、克劳斯·奇拉、克劳斯·韦伦罗伊特和哈索·普拉特纳一同創辦了SAP公司。

## 事业
霍普从1988年至1998年担任SAP公司的首席执行官，从1998年至2003年担任其监事会主席，从2003年至2005年成為董事会成员。霍普在2005年离开董事会后，他依舊保留了公司约10％的股份。為了纪念霍普，SAP公司总部將所在的街道新罗特街（Neurottstraße）更名为迪特马尔·霍普大道（Dietmar-Hopp-Allee）。
2006年，霍普将其财富的70％（约40亿欧元）投入到慈善基金会迪特马尔·霍普基金会（Dietmar-Hopp-Stiftung）中去，當時這家基金會是欧洲最大的基金会之一。该基金会扶持体育、医学、教育和社会计划。
霍普也是德国足球俱乐部賀芬咸1899體育會的最大股東。霍普年輕時曾在该俱乐部的青年俱乐部中踢球，并于2000年开始將資金投入到這家俱乐部中，当时賀芬咸1899體育會僅能参加德国第五級別足球聯賽。如今，賀芬咸1899體育會已升入德甲联赛，并一度在2008-09赛季冬歇期前排名聯賽第一。霍普还斥资1亿欧元在辛斯海姆附近为俱乐部新建了擁有30000个座位的普里赛罗竞技场 。不過霍普在短時間內讓賀芬咸1899體育會就能迅速崛起的金元足球政策遭到许多反对燒錢的球迷抵制，霍普本人也在比賽中多次遭到對方球迷侮辱。
霍普還是法国南部度假胜地白地庄园的擁有者，這個度假勝地是他从演员肖恩·康纳利手中购得的。他在美国佛罗里达州那不勒斯還有一個豪宅。为了纪念霍普的名字，由天文学家费利克斯·霍尔穆特在2008年发现的小行星210432 Dietmarhopp以霍普名字命名。

## 个人生活
霍普已婚，有两个孩子，现住在德国瓦尔多夫。他的父亲埃米尔·霍普（Emil Hopp）是纳粹党准军事组织冲锋队的軍官，并于1938年11月在水晶之夜期间摧毁了霍芬海姆的一座犹太教堂。